# Orchestina sedotmikha
Orchestina sedotmikha är en spindelart som beskrevs av Michael Ilmari Saaristo 2007. Orchestina sedotmikha ingår i släktet Orchestina och familjen dansspindlar.
Artens utbredningsområde är Israel. Inga underarter finns listade i Catalogue of Life.